# 埃米希·卡爾
埃米希·卡爾（德語：Emich Carl，1763年9月27日—1814年7月4日），萊寧根親王，1807年至1814年在位。

## 家庭
1803年，埃米希·卡爾和薩克森-科堡-薩爾費爾德公爵法蘭茲的女兒維多利亞結婚，兩人共有1子1女：
1. 卡爾（1804年—1856年），萊寧根親王
2. 費奧多拉（1807年—1872年），霍恩洛厄-朗根堡親王妃